# 圣科隆布德拉科芒德里
圣科隆布-德拉科芒德里（法語：Sainte-Colombe-de-la-Commanderie，法語發音：[sɛ̃t kɔlɔ̃b də la kɔmɑ̃dʁi] ⓘ）是法国东比利牛斯省的一个市镇，属于塞雷区。

## 地理
圣科隆布-德拉科芒德里（42°36'53"N, 2°44'52"E）面积4.74 平方千米，位于法国奧克西塔尼大區东比利牛斯省，该省份为法国大陆部分最南部的省份，涵盖了北加泰罗尼亚，北起奥德省，西接阿列日省和安道尔，南与西班牙接壤，东临地中海。
与圣科隆布-德拉科芒德里接壤的市镇（或旧市镇、城区）包括：蒂尔、泰拉茨、卡斯泰尔努。
圣科隆布-德拉科芒德里的时区为UTC+01:00、UTC+02:00（夏令时）。

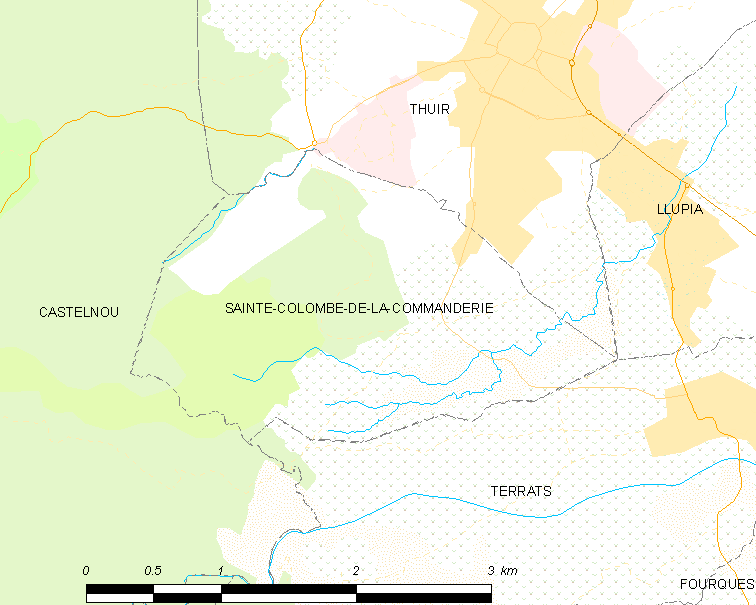
圣科隆布-德拉科芒德里的OSM定位图

## 行政
圣科隆布-德拉科芒德里的邮政编码为66300，INSEE市镇编码为66170。

## 政治
圣科隆布-德拉科芒德里所属的省级选区为莱萨斯普尔县。

## 人口
圣科隆布-德拉科芒德里于2022年1月1日时的人口数量为172人。

1962-2008年间圣科隆布-德拉科芒德里人口变化图示